# Leptocerus skamandrios
Leptocerus skamandrios is een schietmot uit de familie Leptoceridae. De soort komt voor in het Oriëntaals gebied.